# Rein Lang
Rein Lang (ur. 4 lipca 1957 w Tartu) – estoński polityk, minister spraw zagranicznych od lutego do kwietnia 2005, minister sprawiedliwości od kwietnia 2005 do kwietnia 2011, następnie do grudnia 2013 minister kultury. Od 1995 członek Estońskiej Partii Reform.

## Życiorys
Rein Lang w 1975 ukończył Tallinn English College (Tallińska Szkoła Średnia nr 7). W latach 1975–1980 studiował prawo na Uniwersytecie w Tartu.
Po studiach, od 1980 do 1986, był konsultantem Injurkollegiji, sowieckiej organizacji prawniczej specjalizującej się w prawie międzynarodowym. Od 1986 do 1989 pełnił funkcję wicedyrektora Linnahall, tallińskiej areny sportowej. W latach 1989–1990 był wicedyrektorem klubu Muusik. W 1990 został CEO w firmie radiowej AS Laulusillad, a  następnie w firmie AS TRIO LSL (1991–2001).
Po odejściu z biznesu medialnego, od 2001 do 2003, zajmował stanowisko wiceburmistrza Tallinna. W latach 2003–2005 zasiadał w Zgromadzeniu Państwowym. Pełnił w tym czasie funkcję wiceprzewodniczącego parlamentu oraz przewodniczącego Komisji Spraw Europejskich. Od 21 lutego 2005 do 13 kwietnia 2005 sprawował urząd ministra spraw zagranicznych w rządzie premiera Juhana Partsa. 13 kwietnia 2005 objął funkcję ministra sprawiedliwości w gabinecie Andrusa Ansipa. Utrzymał ją także w drugim rządzie tego premiera, utworzonym w kwietniu 2007. W 2011 ponownie wybrany do Riigikogu. W swoim trzecim gabinecie Andrus Ansip w kwietniu tego samego roku powierzył mu resort kultury. Z rządu odszedł 4 grudnia 2013.

## Odznaczenia
- Order Gwiazdy Białej II klasy (Estonia, 2006)[3]
- Order Gwiazdy Białej IV klasy (Estonia, 2001)[4]
- Kawaler Orderu Narodowego Zasługi (Francja, 2004)[5]
- Krzyż Wielki Orderu Lwa Finlandii (Finlandia, 2007)[1]
- Krzyż Wielki Orderu Oranje-Nassau (Holandia, 2009)[5]